# American Psychiatric Association
De American Psychiatric Association (APA, in het Nederlands Amerikaanse psychiatrische vereniging) is de belangrijkste beroepsvereniging voor psychiaters in de Verenigde Staten en de grootste vereniging voor psychiaters ter wereld. De meesten van de bijna 38.000 leden zijn Amerikaans, maar de vereniging heeft ook internationale leden. De vereniging publiceert meerdere (wetenschappelijke) tijdschriften en geeft daarnaast de Diagnostic and Statistical Manual of Mental Disorders, of DSM, uit. De DSM wordt wereldwijd, ook in Nederland, gebruikt als hulpmiddel voor het stellen van psychiatrische diagnoses.

## Geschiedenis
In 1844 vormden dertien opzichters van zieken- en gekkenhuizen in Amerika de Association of Medical Superintendents of American Institutions for the Insane. Onder hen was Thomas Story Kirkbride, die het model ontwikkelde waarop veel Amerikaanse gestichten werden gebaseerd. De groep werd opgericht om zich bezig te houden met de administratie van ziekenhuizen en de invloed daarvan op de patiëntenzorg. Het doel was in eerste instantie dus niet om onderzoek te doen of om het beroep te promoten.
In 1921 werd de naam veranderd naar de American Psychiatric Association.

## Ontwikkeling van de DSM
In 1948 vormde de APA een comité om een gestandaardiseerd classificatiesysteem te ontwikkelen voor psychiatrische aandoeningen. In 1952 werd de eerste DSM gepubliceerd. Vanaf 1965 werd er gewerkt aan de tweede editie van de DSM, die in 1968 werd gepubliceerd. In 1980 werd de DSM-III gepubliceerd, waaraan zo'n 600 artsen meewerkten. Het boek was 494 pagina's lang en bevatte 265 diagnostische categorieën. Er werden bijna een half miljoen exemplaren van verkocht. In 1987 werd een herziene versie, de DSM-III-R, uitgegeven en in 1994 kwam de DSM-IV uit. In 2013 kwam de DSM-5 uit. In Nederland vindt er onder psychiaters en psychologen sinds enkele jaren een overgang plaats van de DSM-IV naar de DSM-5.
In het begin van de jaren '70 werd er actie gevoerd tegen de DSM-classificatie van homoseksualiteit als een geestelijke stoornis. Er werd geprotesteerd bij het hoofdkantoor en op de jaarlijkse bijeenkomsten van 1970 tot 1973. In 1973 werd er gestemd over het verwijderen van homoseksualiteit als categorie in de DSM. In plaats daarvan werd in 1974 een categorie "seksuele-oriëntatiestoornis" geïntroduceerd. In de DSM-III werd dit vervangen door de term "ego-dystonische seksuele oriëntatie". Pas in 1987 verdween dit compleet uit de DSM.